# Kanth (dystrykt Moradabad)
Kanth – miasto w północnych Indiach w stanie Uttar Pradesh, na Nizinie Hindustańskiej.
Populacja miasta w 2001 roku wynosiła 23 583 mieszkańców.